# Strukovci
Strukovci – wieś w Słowenii, w gminie Puconci. W 2018 roku liczyła 156 mieszkańców.